# 東明相
東明相（英語：Easton Dong，1978年3月3日—），高雄市人，台灣演員、藝術家。以電影《練習曲》騎單車環島的男主角而走紅，劇中台詞「有些事現在不做，一輩子都不會做了」讓許多台灣人放下工作、踏上環島的路程。除了表演，東明相亦辦過多次個人畫展。

## 生平概略
東明相從小在高雄長大，幼時疑因過敏、注射預防針而高燒造成重度聽損，國小原本就讀啟聰班，直到小三時轉進普通班，人生有了巨大改變。起初，在普通班曾因聽障而被同學罷凌，東明相花了三、四個月才學習好正確發音，交到朋友。
2007年，出演《練習曲》時，東明相留著一頭長髮，東明相自陳當時留長髮是不想被看到他戴著助聽器，源於聽損者身分的自卑心理。直到電影走紅後，他才剪掉頭髮、坦然面對自己。
2014年，拍完電影《迴光奏鳴曲》後，東明相走不出戲中的黑暗情緒，人生陷入低潮，後來在陳湘琪的建議下，前往西藏當背包客，從而在北藏頓悟到「簡單」。同年9月返台，籌備自己的第一次繪畫個展。
2015年，曾配合公視節目《老師，您哪位？》特別設計一堂溝通課，教大龍國小學生「看得到的聲音」。

## 著作

### 個人著作
- 《我想聽見你》（圖文繪本），2008，大田，ISBN 9789861790824

### 共同著作
- 李昂，梁丹丰，郝譽翔，蕭言中等，《復得返自然-名人與台灣農村的交會》，2008，行政院農業委員會水土保持局，ISBN 9789860162868
- 蔣勳，《旅行台灣：名人說自己的故事》，2008，時報出版，ISBN 9789571347974

## 入圍及得獎紀錄

### 影視／繪畫跨界獎項記錄
| 年份   | 獲提名                        | 獎項                                       | 結果         |
| ------ | ----------------------------- | ------------------------------------------ | ------------ |
| 2008年 | 《練習曲》                    | 第8届華語電影傳媒大獎最佳新演員獎          | 提名         |
| 2010年 | 年度傑出校友                  | 華梵大學美術學系校友傑出獎                 |              |
| 2014年 | 《迴光奏鳴曲》                | 台北電影節                                 | 最佳劇情片獎 |
| 2015年 | 《鬼迷心竅 老娘系列》         | 第1屆高雄漾藝術博覽會入選潛力新銳          |              |
| 2015年 | 公視人生劇展—《天使的收音機》 | 第50屆金鐘獎迷你劇集／電視電影最佳男主角獎 | 提名         |

## 影視作品

### 電視
| 年份 | 頻道         | 劇名           | 角色         |
| 2007 |              | 無聲之歌       | 聽語障攝影師 |
| 2008 | 華視、八大   | 蜂蜜幸運草     | 阿慎         |
| 2008 | 公視         | 夏天的向日葵   | 阿東         |
| 2009 | 台視         | 協奏曲         | 馮尚羽       |
| 2015 | 公視人生劇展 | 天使的收音機   | 阿暘         |
| 2015 | 公視兒少實境 | 老師您哪位     |              |
| 2017 | 八大         | 我的男孩       | 政誠         |
| 2021 | 三立、華視   | 三隻小豬的逆襲 | 失聰男子     |

### 電影
| 年份 | 片名         | 角色     | 合作演員                                     |
| 2007 | 練習曲       | 明相     | 鄧安寧、Saya、許效舜、楊麗音、吳念真、胡德夫 |
| 2008 | 愛的發聲練習 | Sunshine | 徐熙媛、彭于晏、張孝全、李國毅、劉喆瑩       |
| 2011 | 阿公的時光機 | 阿力     | 赫容、康丁                                   |
| 2012 | 一個人的旅行 | 東明相   | 楊小黎、Gaki Baunay                          |
| 2014 | 迴光奏鳴曲   | 張先生   | 陳湘琪、白明華                               |
| 2019 | 惡之畫       | 許寶清   | 黃河、劉品言                                 |

### 紀錄片
| 年份 | 片名     | 主角   | 跨國合作         |
| 2014 | 腦波與聽 | 東明相 | 法國與台灣、中國 |

### 舞台劇
| 年份 | 片名           | 角色 | 合作演員                                       |
| 2018 | 悲憫次神的兒女 | 奧倫 | 屈中恆、王曉書、夏宇童、姚坤君、舒宗浩、張郁婕 |

## 活動代言
| 年份 | 活動代言                                                                                    | 擔任 |  |
| 2008 | 高雄電影節代言人                                                                            |      |  |
| 2008 | 環保局公益代言人                                                                            |      |  |
| 2008 | 中國時報公益活動代言人                                                                      |      |  |
| 2008 | 「 山頂鳥」服飾代言人                                                                       |      |  |
| 2009 | 「 山頂鳥」服飾代言人                                                                       |      |  |
| 2013 | 台東慢活綠島活動代言人                                                                      |      |  |
| 2014 | 台東慢活綠島活動代言人                                                                      |      |  |
| 2015 | 馬祖觀光金像獎名人講座--第10屆華語影像論壇視覺藝術的跨界與融合-首屆當代新銳視覺藝術高端年會 |      |  |

## 年度代言活動
| 年份 | 年度代言                                         | 擔任   | 合作演員 |
| 2008 | 伊甸基金會大象牽小象關懷                         |        |          |
| 2008 | 伊甸基金會大象牽小象關懷                         |        |          |
| 2008 | 台灣騎跡珍珠探索之旅暨輪轉花東單車嘉年華         |        |          |
| 2008 | 第九屆立法委員暨第十四任正副總統選舉反賄選宣導案 |        |          |
| 2014 | 華科慈善基金會─3/3國際愛耳日代言人               | 東明相 |          |

## 藝術
| 年份 | 個展                    | 畫廊                    | 地點       |
| 2014 | 看見勇氣的聲音          | 優斯夫畫廊              | 台北、台中 |
| 2015 | 看見勇氣的聲音          | 未艾公寓                | 台南       |
| 2016 | 期盼                    | 乙皮畫廊                | 花蓮       |
| 2016 | 愛慕                    | Amour in live生活美學館 | 臺北       |
| 2017 | 如似夢幻                | b.LAB基礎實驗           | 台中       |
| 2017 | 飛花輕夢跨界展          | 藍天飯店                | 台中       |
| 2018 | 女人＊花 聯展           | in live生活美學館       | 臺北       |
| 2019 | 異想世界-東明相創作個展 | 亞億藝術空間            | 臺北       |

| 年份 | 聯展/藝術博覽會                  | 地點 |
| 2015 | 高雄漾藝術博覽會駁二特區         | 高雄 |
| 2015 | 我和我的動物朋友新光三越左營店   | 高雄 |
| 2016 | 台灣新勢力當代藝術展桃園國際機場 | 桃園 |
| 2016 | 101義賣聯展101                   | 臺北 |
| 2017 | 台中文博會台中軟體園區           | 臺北 |

## 擔任MTV演出
- 2001年高慧君NANANA
- 2008年戴愛玲累格
- 2009年李正帆單車
- 2010年蕭亞軒讓每天都是聖誕節
- 2011年吳南穎Mr. Same

## 公益活動
| 年份 | 活動代言                | 擔任   | 合作演員 |
| 2008 | 中國時報-紙本浪漫       |        |          |
| 2009 | 聽障奧運宣傳廣告演出    |        | 成龍     |
| 2012 | 華碩與公視 公益短片     |        |          |
| 2011 | 環保局 CF               |        |          |
| 2016 | 華梵大學105年度形象廣告 | 代言人 |          |
| 2018 | 華科慈善基金會大使      | 代言人 |          |

## 外部連結
- 東明相的Facebook專頁
- 東明相的Instagram帳戶
- 東明相在互联网电影资料库（IMDb）上的資料（英文）
- 東明相在时光网上的簡介（简体中文）